# Giancarlo Marcaccini
Giancarlo Marcaccini, né le 8 novembre 1972, à Santa Monica, aux Etats-Unis, est un ancien joueur américain, naturalisé italien, de basket-ball. Il évolue aux postes d'arrière et d'ailier.

## Palmarès
- Coupe d'Italie 1994
- Supercoupe d'Italie 2000
- Coupe de France 1998